# マイコトキシン

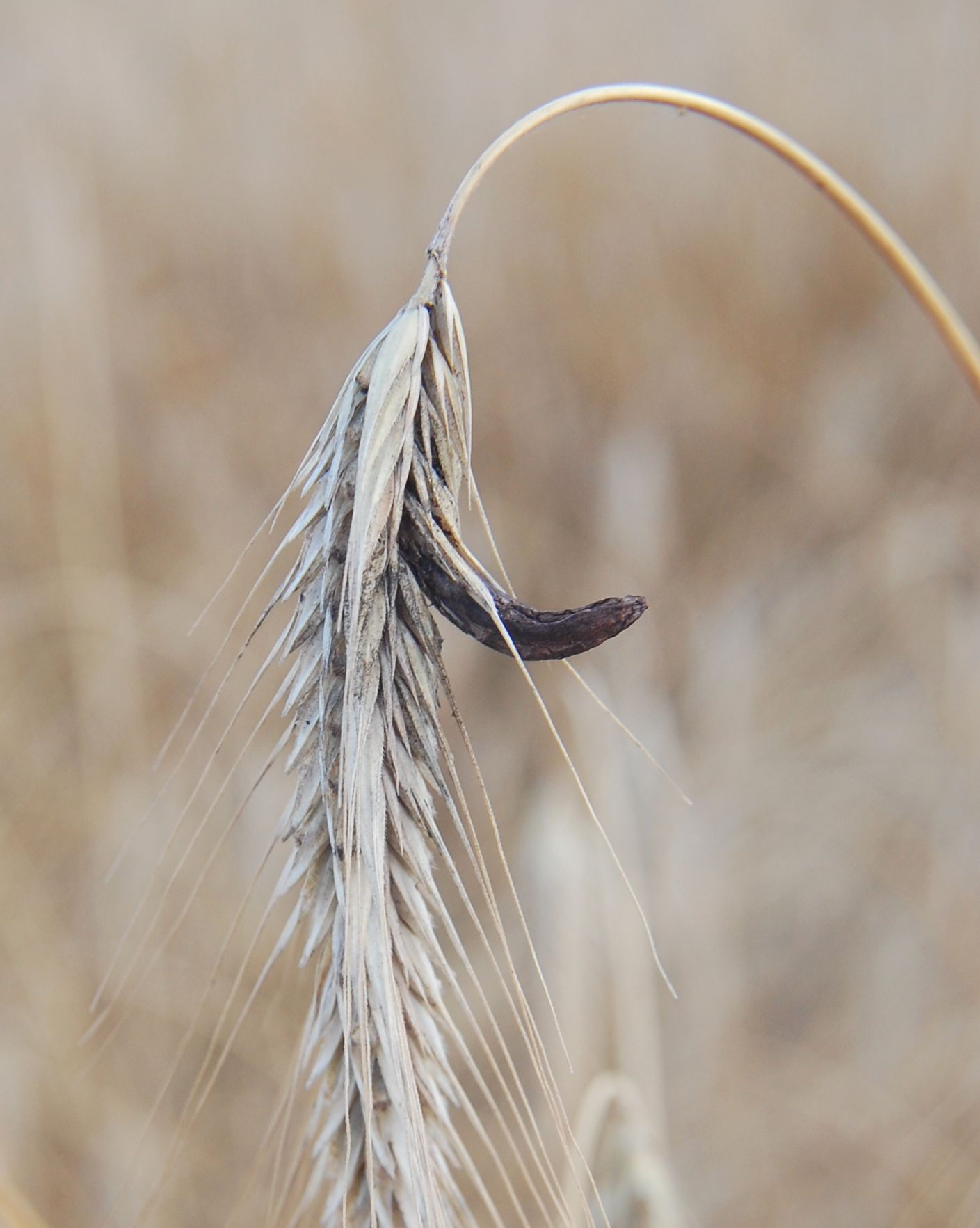
麦角菌に冒されたライムギ

マイコトキシン (Mycotoxin) とは、カビの二次代謝産物として産生される毒の総称である。ヒトや家畜などに対して、急性もしくは慢性の生理的あるいは病理的障害を与える物質。現在、300種類以上のマイコトキシンが報告されており、アスペルギルス (Aspergillus) 属、ペニシリウム (Penicillium) 属、フザリウム (Fusarium) 属の3属により産生されるものがほとんどである。
Mycotoxin という単語は「菌の」という意味の接頭語である myco- と、「毒」の意味である toxin からなる造語。

## 概要
産生菌が死滅しても産生されたマイコトキシンは残り、更に熱分解されにくく、食品加工程度の加熱や環境の変化などでは分解されず、除去は困難であることから食品中に含まれ問題となる。しかし、食品中に含有（残留）する規制値は各国の都合に合わせた値が採用され、リスクゼロが目的ではなく「リスクを抑え基準以上の含有で廃棄される穀物を抑制し飢餓を発生させないための値」として認識されている。
摂取経路は、カビが生えた食物の直接摂取と、カビ毒の一種であるアフラトキシンB1が含まれた飼料を食べた牛の乳からもアフラトキシンB1が検出されていることから間接摂取も起きえる（飼料に確認されるマイコトキシン）。

## 代表的なマイコトキシン
アフラトキシン (AFB1,AFB2)

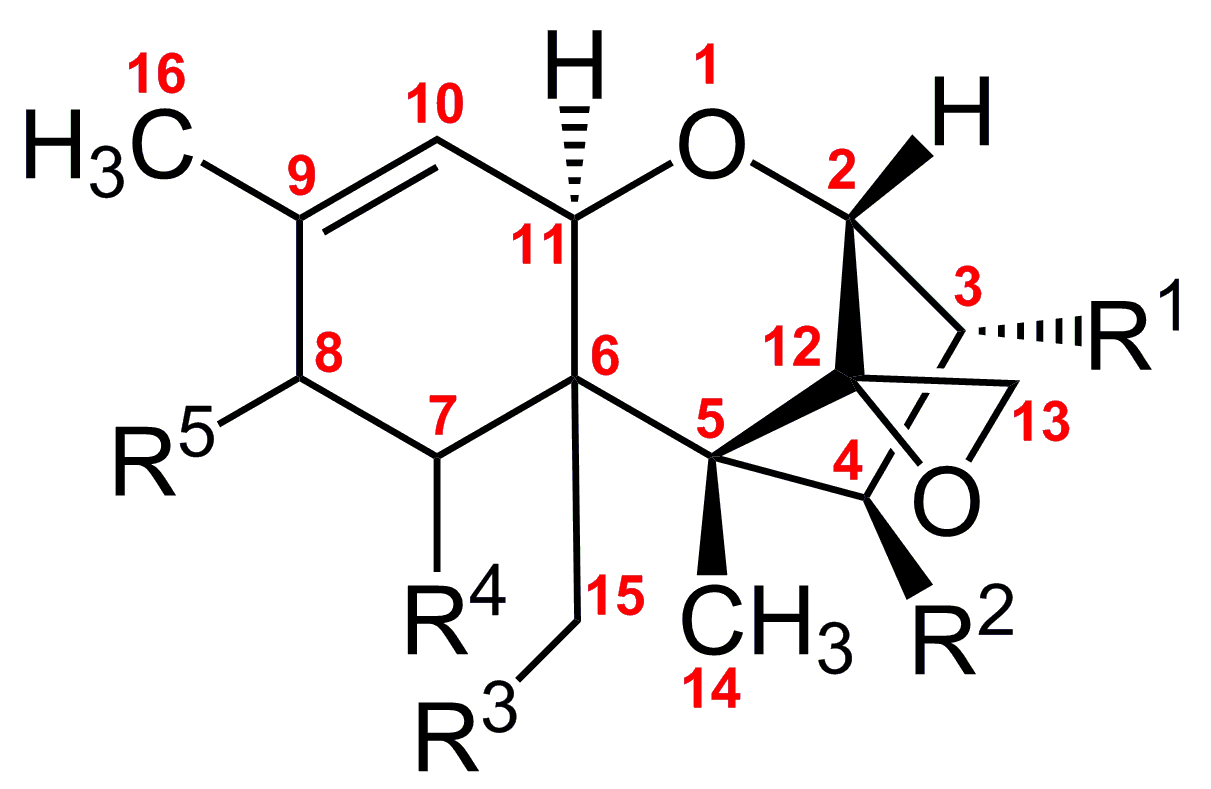
トリコテセンの骨格

アスペルギルス・フラバス（Aspergillus flavus、フラブスと表記される場合もある）やアスペルギルス・パラジチカス (A. parasiticus) などのカビにより産生される。
天然の物質としては現在知られている中で最も発癌性の高いものである。1971年（昭和46年）、厚生省（当時）の通達によりピーナッツ含有食品において 0.01 ppm 以下の基準が設けられ、現在では全ての食品に適用されている。
オクラトキシンA、B
アスペルギルス・オクラセウス (Aspergillus ochraceus) やペニシリウム・ビリディカータム (Penicillium viridicatum) などのカビにより産生される。汚染される食品は穀類、コーヒー豆、ブドウ加工品等。腎毒性及び肝毒性を持つ。バルカン腎症の原因物質として疑われていたが、研究の結果、オクラトキシンは原因物質でないことが確認された。また、動物実験では発ガン性が確認されている。
シトリニン
ペニシリウム・シトリナム (Penicillium citrinum) やペニシリウム・ビリディカータム (P. viridicatum) などのカビにより産生され、腎細尿管上皮変性を引き起こす。黄変米の毒成分のひとつ。
トリコテセン系マイコトキシン
穀物に寄生するフザリウム (Fusarium) 属の一部の種などにより産生される。汚染された穀物を摂取することにより、食中毒性無白血球症 (ATA) と言われる中毒症状（悪心、嘔吐、腹痛、下痢、造血機能障害、免疫不全など）を起こす。キノコのカエンタケも同じ毒を産生する。代表的なものにはデオキシニバレノール (DON)、ニバレノール (NIV)、T-2トキシンがある。
パツリン
ペニシリウム属(アオカビ類)、アスペルギルス属（コウジカビ類）によって産生される。腐ったリンゴ、モモ、ブドウなど果実の表面につき、果汁などを汚染する。消化管の充血、出血、潰瘍等（動物実験）を引き起こす。発癌性を疑われている。
ルテオスカイリン、ステリグマトシスチン
アスペルギルス・ベルシコロルなど (Aspergillus versicolor) によって産生される。ルテオスカイリンは肝毒性、ステリグマトシスチンは発癌性を持つ。
シクロクロロチン
ペニシリウム・イスランディクム (Penicillium islandicum) などによって産生され、出血を伴う肝細胞の壊死を引き起こす。黄変米の毒成分のひとつ。
ルブラトキシン
ペニシリウム・ルブルム (Penicillium rubrum) などによって産生される。肝毒性を持つ。
ペニシリン酸
ペニシリウム・ベロッコサム (P. verrucosum) などによって産生される。
ホモプシン
特定の豆類に寄生するカビによって産生され、光線過敏症を引き起こす。
シクロピアゾン酸 (CPA)
アフラトキシン産生菌によって産生される。伝統的にチーズや醸造食品の生産に用いられている菌種にも産生能があることが報告されている。
麦角アルカロイド
Claviceps purpuraeなどによって産生され、跛行、乾性壊死、豚の無乳症を引き起こす。
スポリデスミン
Pithomyces chartarumなどによって産生され、光線過敏症を引き起こす。
ロリトレム
Neotyphodium lolliなどによって産生され、痙攣などの神経症状を引き起こす。
フモニシン
(Fusarium) 属により産生され、主にトウモロコシが汚染される。馬の大脳白質部液化性壊死症やブタの肺水腫の原因物質。ヒトでは食道ガンとの因果関係が疑われているほか、新生児の神経管欠損のリスクを高める。
ゼアラレノン(ZEA,ZON,ZEN)、ブテノライド他
上記のフザリウム属が他に産生するマイコトキシン。ゼアラレノンはゼラノールの前駆体であり、強い内分泌撹乱作用を持ち、家畜に不妊、流産、外陰部肥大を引き起こす。